# Reembolso de impuestos
Un reembolso, devolución o reducción de impuestos, es un reembolso sobre los impuestos cuando la obligación tributaria es menor que el de los impuestos pagados. Los contribuyentes a menudo pueden obtener un reembolso de impuestos en su impuesto sobre la renta si el impuesto que deben es menor que la suma del monto total de la retención fiscal y los impuestos estimados que pagan, además de los créditos tributarios reembolsables que ellos reclaman. Los reembolsos de impuestos se devuelven en dinero al final del año fiscal.

## Por país

### Estados Unidos
De acuerdo con el Servicio de Rentas Internas, el 77% de las declaraciones de impuestos presentadas en 2004 dieron lugar a una devolución con un reembolso promedio de $ 2,100. En 2011, el promedio de devolución de impuestos ascendió a $ 2,913. En este país, los contribuyentes pueden optar por que su devolución sea efectuada directamente en su cuenta bancaria, recibir un cheque por correo o aplicar la devolución al impuesto sobre la renta del año siguiente. A partir de 2006, los declarantes pueden dividir el reembolso de impuestos con depósito directo en hasta tres cuentas separadas y tres diferentes instituciones financieras. Esto dio la oportunidad a los contribuyentes de gastar una parte y ahorrar otra (en lugar de dedicar solo a gasto el reembolso). Cada año, un determinado número de contribuyentes estadounidenses reciben devoluciones de impuestos, incluso si no están gravados por el impuesto sobre la renta. Esto se debe a los cálculos de retención y al crédito por impuesto sobre la renta devengado. Debido a que la retención se calcula sobre una base anualizada, un individuo que acaba de entrar en la fuerza de trabajo o desempleado durante un largo período de tiempo tendrá más impuestos de lo que se debe retenido. Los reembolsos de los préstamos anticipados son un medio común para recibir un reembolso de impuestos de forma anticipada, a expensas de altas tasas de interés que pueden llegar a más de 200% anual. En la década de 1990, las devoluciones podían tardar hasta doce semanas; el tiempo medio de reembolso se ha reducido hasta de seis semanas y con devoluciones de las declaraciones presentadas de forma electrónica en tres semanas.
Algunas personas creen que obtener una devolución de impuestos grande no es deseable ya que representa un préstamo pagado por el gobierno sin intereses. De manera óptima, una devolución debería resultar en un pago de menos de lo que causaría un cargo de multa, que es el 100% del impuesto del año anterior (110% para individuos de ingresos altos), 90% del impuesto del año actual o $1,000 para individuos que tienen retención directa y no pagan impuestos estimados. Con el fin de disminuir el monto de la devolución del impuesto que tiene que ser recibida por los contribuyentes, pueden recurrir a uno o varios de los métodos siguientes:
- Ajustar la cantidad de impuestos que el gobierno federal retiene del cheque de pago. Se recomienda a los contribuyentes que hagan esto en los casos donde sus ajustes de ingresos, las exenciones y las deducciones permanezcan relativamente constantes de año en año, y si el gobierno está constantemente obligado a dar un gran reembolso.
- En el caso de personas totalmente exentas del impuesto estatal, pueden consultar con su autoridad estatal de impuestos sobre la renta para ver si hay un formulario apropiado que se puede completar y presentar, lo que les eximiría de la retención estatal.
- Revisar las tasas impositivas y ajustar los umbrales de ingreso bruto (aplicable si los contribuyentes se ciernen cerca del final de ciertos tramos impositivos y se han hecho cambios en los umbrales y/o tasas impositivas)
- Tomar ventaja de la deducción de gastos médicos (aplicable para los gastos médicos ahora impuestos para los años fiscales que comienzan en 2013)
- Maximizar el monto permitido para ahorrar impuestos libres para la jubilación.[9]

Sin embargo, algunas personas utilizan el reembolso de impuestos como un simple "plan de ahorro" para obtener dinero cada año (aunque es el exceso de dinero que pagaron a principios de año). Otro argumento es que es mejor obtener un reembolso en lugar de deber dinero, porque en este último caso uno podría encontrarse sin fondos suficientes para hacer el pago necesario. Cuando esté debidamente llenado, el Formulario W-4 retendrá aproximadamente el monto correcto del impuesto para eliminar un reembolso o cantidad adeudada, asumiendo que el W-4 fue llenado al principio del año fiscal.
Una ley federal estadounidense firmada en 1996 contenía una disposición que requería que el gobierno federal hiciera pagos electrónicos para 1999. En 2008, el Departamento del Tesoro de los Estados Unidos se asoció con Comerica Bank para ofrecer la tarjeta de débito prepagada Direct Express Debit MasterCard. La tarjeta se utiliza para hacer pagos a beneficiarios de prestaciones federales que no tienen una cuenta bancaria. Los reembolsos de impuestos, sin embargo, están exentos del requisito de pagos electrónicos. Sin embargo, muchos estados de los Estados Unidos envían reembolsos de impuestos en forma de tarjetas de débito prepagadas a personas que no tienen cuentas bancarias.